# Жирове тіло

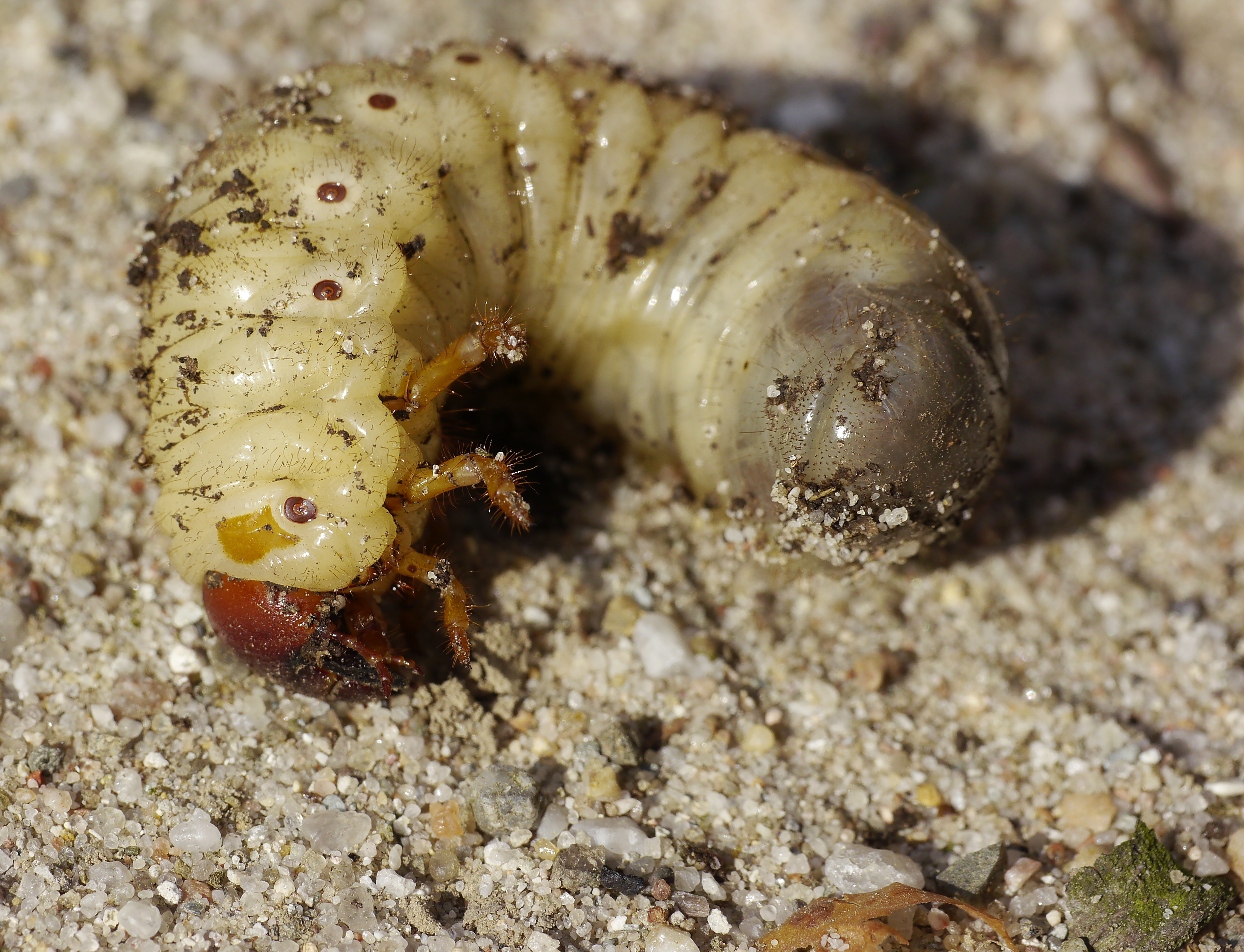
Жовтуватий колір личинки жука-носорога обумовлений суцільним шаром жирового тіла, що лежить попід прозорими покривами

Жирове тіло — пухка сполучна тканина, яка розміщується в проміжках між внутрішніми органами багатоніжок та комах. Клітини жирового тіла багаті на ліпіди, звідси назва. Забарвлення може бути біле, жовте, помаранчеве або зелене. У личинок складається з зовнішньої та внутрішньої частин, у імаго поділ не є чітким.
Жирове тіло — спеціалізована внутрішня тканина, що не має певної локалізації. Вона складається з лопатей і дольок, що зовні оповивають внутрішні органи і стінку тіла зсередини. Воно часом займає чималий об'єм (особливо в тілі личинок старшого віку) і лежить пухко, але інколи її клітини утворюють досить щільну структуру. У деяких жуків-сонечок воно заходить навіть у надкрила. Клітини його білі або кремові, інколи жовті, оранжеві або зеленуваті. Якщо покриви комахи прозорі (личинки), жирове тіло надає йому певного забарвлення.
У клітинах жирового тіла відкладаються запаси енергомістких поживних речовин — жирів та глікогену. У жировому тілі йде синтез більшості білків гемолімфи та інших важливих речовин
Це особливо важливе під час зимування, відкладання яєць або коли накопичені личинкою речовини мають перейти до імаго. Високий вміст жиру підвищує стійкість організму до низьких температур. Крім того, у комах із тонкими покривами, воно від час руху пом'ягшує зсування внутрішніх органів і їх тертя по покривних тканинах.
Жирове тіло бере участь у різноманітних процесах обміну речовин. Зокрема, воно відіграє роль своєрідного органу виділення. У ньому накопичуються токсичні для організму кінцеві продукти біохімічних реакцій. Вони виявляються ізольованими від загального обміну, але не виводяться з тіла до кінця життя (у личинок і лялечок — до линяння). Такі структури інколи називають «нирками накопичення».
У комах, що здатні випромінювати світло (світлякові та інші), воно утворюється на особливих ділянках саме жирового тіла.

## Функції
- Запасання поживних речовин.
- Вилучення з порожнинної рідини продуктів обміну.
- Утворення клітин крові.
- Захисна функція.